# Brödraskapet kroatiska drakens bröder

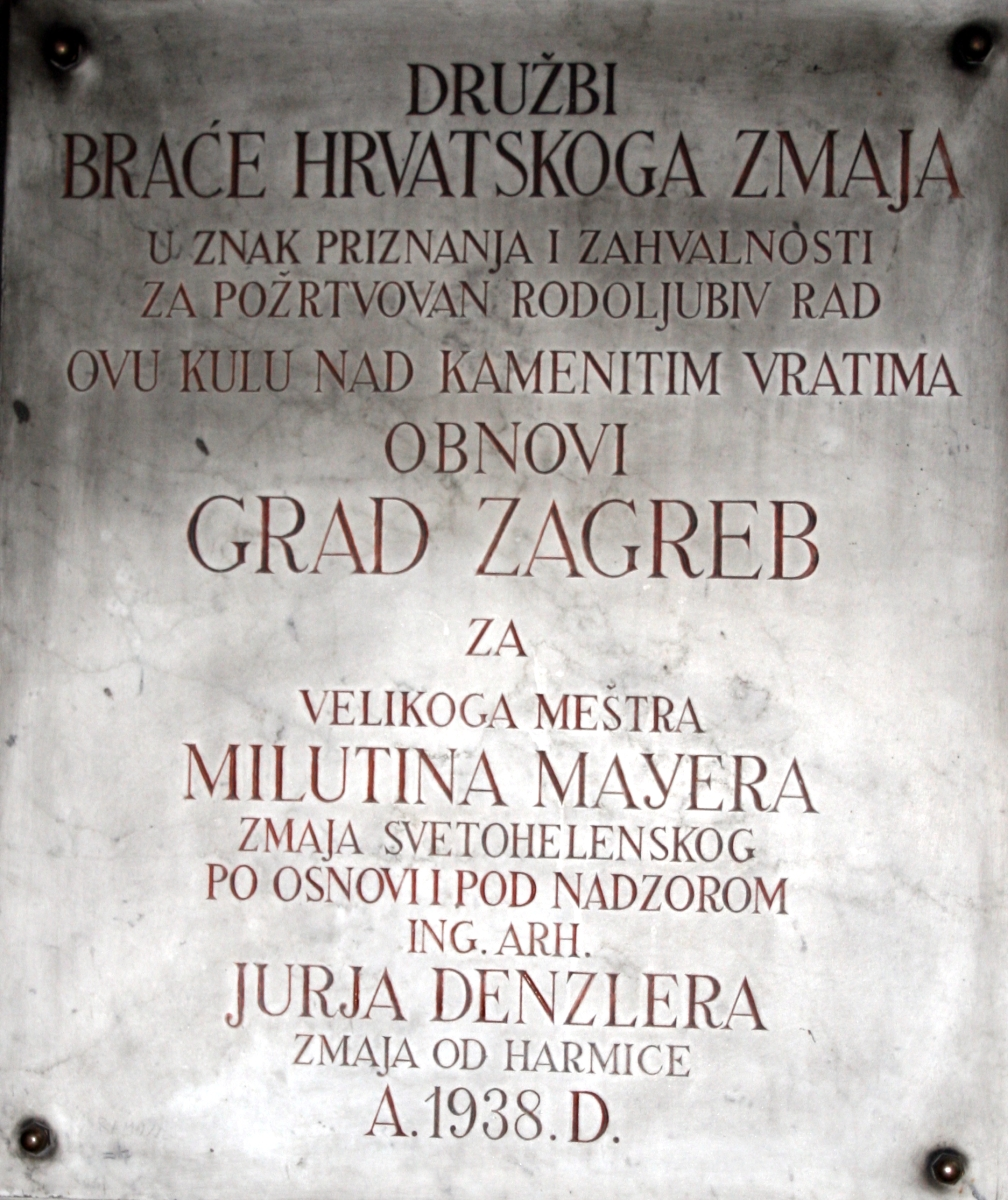
Minnestavla vid ordens stamhus

Brödraskapet kroatiska drakens bröder (kroatiska: Družba Braća hrvatskoga zmaja) är ett ordenssällskap i Kroatien. Ordens grundvalar är kroatisk vänskap och broderskap och dess huvudsakliga mål är att främja och värna kroatisk kultur och historia. Sällskapets motto är Pro aris et focis Deo propitio (För altare och härd, med Guds nåd). Nuvarande (2012) stormästare är publicisten Dragutin Feletar.
Under sin existens har ordenssällskapet haft flera framträdande medlemmar från Kroatiens kulturella, politiska och ekonomiska scen och dess aktiviteter har bidragit till ett bevarande och främjande av landets kultur. Till sällskapets hedersmedlemmar räknas bland annat Franjo Tuđman och Otto von Habsburg. 

## Historia
Brödraskapet kroatiska drakens bröder grundades den 16 november 1905 av Emilij Laszowski och Velimir Deželić d.ä. Dess distinkta namn är antaget med Drakens orden som förebild.
Sedan grundandet har sällskapets arbete förbjudits eller hindrats vid flera tillfällen. Åren 1914–1917, i samband med första världskriget, förbjöds alla ordenssällskap i Kroatien. 1946 förbjöds sällskapets verksamhet ånyo, denna gång av den nya kommunistiska regimen, och det skulle dröja till den 23 juni 1990 innan den kunde återuppta sin verksamhet.
1905–1946 hade orden en viktig roll i bevarandet av det kroatiska kulturarvet. Bland annat uppförde orden åtskilliga minnestavlor och minnesmärken i Kroatien. 1907 räddade sällskapet Stenporten i Zagreb från rivning, grundade ett stadsbibliotek, stadsarkiv och Zagrebs stadsmuseum. 1919 ombesörjde orden att Petar Zrinskis och Fran Krsto Frankopans kvarlevor flyttades från Wiener Neustadt till Zagrebs katedral. 1925 initierade sällskapet högtidlighållandet i samband med att det var tusen år sedan det kroatiska kungariket grundades.

## Organisation
Ordens stamhus är beläget i den historiska hallen ovanför Stenporten i Zagrebs historiska kärna Gradec. Under storlogen sorterar nitton loger spridda över hela landet. Orden leds genom direktvalda representanter i dess styrande organ som bland annat består av Huvudrådet och Mästarnas råd, bestående av Stormästaren och tio mästare.

## Stormästare
- Emilij Laszowski (1906–1935)
- Milutin Mayer (1936–1941)
- Mladen Deželić (1942–1945)
- Antun Bauer (1990–1992)
- Đuro Deželić (1992–1993)
- Juraj Kolarić (1993–2001)
- Matija Salaj (2001–2006)
- Dragutin Feletar (2006–)